# C/2015 D3 (PANSTARRS)
C/2015 D3 (PANSTARRS) — одна з довгоперіодичних параболічних комет. Ця комета була відкрита 19 лютого 2015 року; блиск на час відкриття: 20.4m.